# Селезёночная артерия
Селёзеночная артерия — одна из трёх основных ветвей чревного ствола, наряду с левой желудочной и общей печёночной артериями. Кровоснабжает селезёнку, желудок и поджелудочную железу.

## Топография
Селезёночная артерия (СА) обычно возникает из чревного ствола на уровне позвонка Т12, и является самой крупной его ветвью. После своего возникновения она перемещается немного вниз, затем резко поворачивает влево и проходит горизонтально через левую ножку диафрагмы и левую поясничную мышцу к селезёнке. Двигаясь позади верхнего края поджелудочной железы, она проходит через селезёночную связку, спереди от левой почки и позади желудка. Достигнув латерального края поджелудочной железы, артерия поднимается вверх, и входит в ворота селезенки. Здесь селезеночная артерия делится на верхнюю и нижнюю концевые (терминальные) ветви, причём каждая ветвь разделяется в паренхиме селезенки на четыре-шесть сегментарных ветвей. По пути пролегания селезеночная артерия сопровождается селезёночной веной, которая впадает в воротную вену печени.
По пути следования от начала до разделения на концевые ветви селезёночная артерия отдает несколько ветвей:
1) Панкреатические ветви (лат. rami pancreatici), ответвляются от СА на всем её протяжении и входят в паренхиму поджелудочной железы. В их число входят:
- дорсальная панкреатическая артерия (лат. arteria pancreatica dorsalis) следует вниз в области среднего отдела задней поверхности тела поджелудочной железы и у нижнего ее края разделяется на левую и правую ветви. Правая ветвь соединяется с анастомозом между задней верхней и нижней панкреатодуоденальными артериями, называемым панкреатодуоденальной аркадой, или аркадой Кирка. Левая ветвь переходит в нижнюю панкреатическую артерию (лат. arteria pancreatica inferior), также называемую поперечная артерия поджелудочной железы, которая кровоснабжает нижнюю поверхность поджелудочной железы;
- большая панкреатическая артерия (лат. arteria pancreatica magna) — одна из самых длинных ветвей поджелудочной железы, спускающаяся по заднему краю поджелудочной железы или через саму поджелудочную железу вместе с протоком поджелудочной железы. Она анастомозирует с нижней панкреатической артерией, кровоснабжая хвост и тело поджелудочной железы;
- хвостовая панкреатическая артерия (лат. arteria caude pancreatis) — одна из концевых ветвей селёзеночной артерии, снабжает кровью хвост поджелудочной железы.

2) Селезёночные ветви (лат. rami splenici) — являются концевыми ветвями селезеночной артерии и проникают через ворота в паренхиму селезенки. Их может быть от четырёх до шести.
3) Короткие желудочные артерии (лат. arteriae gastricae breves) отходят от концевого отдела селезеночной артерии в количестве от трёх до семи мелких стволиков и проходят через желудочно-селезеночную связку большого сальника, снабжая кардиальное отверстие и дно желудка. По пути они анастомозируют с ветвями левой желудочной и левой желудочно-сальниковой артерии.
4) Левая желудочно-сальниковая артерия (лат. arteria gastroepiploica sinistra) начинается от СА в месте, где от нее отходят терминальные ветви к селёзенке, и следует вниз перед поджелудочной железой. Доходит до большой кривизны желудка и направляется вдоль неё направо, залегая между листками большого сальника. На границе левой и средней третей большой кривизны анастомозирует с правой желудочно-сальниковой артерией. По своему ходу артерия посылает желудочные ветви (лат. rami gastrici) к передней и задней стенкам желудка и сальниковые ветви (лат. rami epiploici) к большому сальнику.
5) Задняя желудочная артерия (лат. arteria gastrica posterior) снабжает кровью заднюю стенку желудка у его кардиальной части. Имеется не всегда.

## Вариативность
Селезёночная артерия может иметь множество анатомических вариаций по своему происхождению, ходу и ветвям. Чаще всего она возникает из чревного ствола, но также может исходить из брюшной аорты или верхней брыжеечной артерии.
СА обычно отдает ветви, проходя над поджелудочной железой. Однако примерно в 30 % случаев ветви могут не возникнуть, пока селезеночная артерия почти не достигнет ворот селезенки. В этих случаях селезеночную артерию называют магистральной селезёночной артерией. В случае наличия ветвей селезеночную артерию называют раздающей селезеночной артерией.
Дорсальная артерия поджелудочной железы возникает из селезеночной артерии примерно в 40 % случаев, в то время как в остальных случаях она может происходить из чревного ствола, верхней брыжеечной или общей печеночной артерии.